# Payback (2016)
Payback (2016) — щорічне pay-per-view шоу «Payback», що проводиться федерацією реслінгу WWE. Шоу відбулося 1 травня 2016 року у Олстейт-арені в місті Роузмонт (штат Іллінойс, США). Це було четверте шоу в історії Payback. Вісім матчів відбулися під час шоу, два з них перед показом.